# Pat Connaughton
Patrick Bergin Connaughton, detto Pat (Arlington, 6 gennaio 1993), è un cestista ed ex giocatore di baseball statunitense naturalizzato irlandese, professionista nella NBA con gli Charlotte Hornets.

## Carriera
È stato selezionato dai Brooklyn Nets al secondo giro del Draft NBA 2015 (41ª scelta assoluta).

## Statistiche
| † | Denota le stagioni in cui ha vinto il titolo |

### NCAA
| Anno      | Squadra             | PG  | PT  | MP   | TC%  | 3P%  | TL%  | RP  | AP  | PRP | SP  | PP   |
| --------- | ------------------- | --- | --- | ---- | ---- | ---- | ---- | --- | --- | --- | --- | ---- |
| 2011-2012 | Notre Dame F. Irish | 34  | 18  | 24,1 | 42,3 | 34,2 | 75,7 | 4,4 | 0,9 | 0,5 | 0,1 | 7,0  |
| 2012-2013 | Notre Dame F. Irish | 35  | 35  | 32,1 | 44,5 | 37,7 | 70,8 | 4,7 | 2,1 | 0,5 | 0,3 | 8,9  |
| 2013-2014 | Notre Dame F. Irish | 32  | 32  | 37,2 | 45,2 | 37,8 | 83,3 | 7,1 | 3,0 | 1,0 | 0,6 | 13,8 |
| 2014-2015 | Notre Dame F. Irish | 38  | 38  | 35,6 | 46,6 | 42,3 | 78,1 | 7,4 | 1,5 | 0,7 | 0,9 | 12,5 |
| Carriera  | Carriera            | 139 | 123 | 32,2 | 45,0 | 38,6 | 77,7 | 5,9 | 1,8 | 0,7 | 0,5 | 10,5 |

#### Massimi in carriera
- Massimo di punti: 24 vs Sam Houston State (16 novembre 2011)[1]
- Massimo di rimbalzi: 15 vs Syracuse (24 febbraio 2015)
- Massimo di assist: 7 (3 volte)
- Massimo di palle rubate: 3 (7 volte)
- Massimo di stoppate: 5 vs Butler (21 marzo 2015)
- Massimo di minuti giocati: 56 vs Louisville (9 febbraio 2013)

### NBA

#### Regular Season
| Anno       | Squadra             | PG  | PT | MP   | TC%  | 3P%  | TL%  | RP  | AP  | PRP | SP  | PP  |
| ---------- | ------------------- | --- | -- | ---- | ---- | ---- | ---- | --- | --- | --- | --- | --- |
| 2015-2016  | Portland T. Blazers | 34  | 0  | 4,2  | 26,5 | 23,8 | 100  | 0,9 | 0,3 | 0,1 | 0,0 | 1,1 |
| 2016-2017  | Portland T. Blazers | 39  | 1  | 8,1  | 51,4 | 51,5 | 77,8 | 1,3 | 0,7 | 0,2 | 0,1 | 2,5 |
| 2017-2018  | Portland T. Blazers | 82  | 5  | 18,1 | 42,3 | 35,2 | 84,1 | 2,0 | 1,1 | 0,3 | 0,3 | 5,4 |
| 2018-2019  | Milwaukee Bucks     | 61  | 2  | 20,7 | 46,6 | 33,0 | 72,5 | 4,2 | 2,0 | 0,5 | 0,4 | 6,9 |
| 2019-2020  | Milwaukee Bucks     | 67  | 4  | 18,6 | 45,5 | 33,1 | 77,5 | 4,2 | 1,6 | 0,4 | 0,5 | 5,4 |
| 2020-2021† | Milwaukee Bucks     | 69  | 4  | 22,8 | 43,4 | 37,1 | 77,5 | 4,8 | 1,2 | 0,7 | 0,3 | 6,8 |
| 2021-2022  | Milwaukee Bucks     | 65  | 19 | 26,0 | 45,8 | 39,5 | 83,3 | 4,2 | 1,3 | 0,9 | 0,2 | 9,9 |
| 2022-2023  | Milwaukee Bucks     | 61  | 33 | 23,7 | 39,2 | 33,9 | 65,9 | 4,6 | 1,3 | 0,6 | 0,2 | 7,6 |
| 2023-2024  | Milwaukee Bucks     | 76  | 3  | 22,1 | 43,5 | 34,5 | 75,9 | 3,1 | 2,1 | 0,5 | 0,3 | 5,6 |
| 2024-2025  | Milwaukee Bucks     | 41  | 1  | 14,7 | 46,9 | 32,1 | 77,4 | 2,7 | 1,7 | 0,2 | 0,3 | 5,3 |
| Carriera   | Carriera            | 595 | 72 | 19,2 | 43,8 | 35,6 | 77,3 | 3,4 | 1,4 | 0,5 | 0,3 | 6,0 |

#### Play-off
| Anno     | Squadra             | PG | PT | MP   | TC%  | 3P%  | TL%  | RP  | AP  | PRP | SP  | PP   |
| -------- | ------------------- | -- | -- | ---- | ---- | ---- | ---- | --- | --- | --- | --- | ---- |
| 2016     | Portland T. Blazers | 6  | 0  | 1,3  | 60,0 | 66,7 | -    | 0,2 | 0,0 | 0,0 | 0,0 | 1,3  |
| 2017     | Portland T. Blazers | 3  | 0  | 8,0  | 22,2 | 0,0  | 100  | 2,3 | 1,3 | 0,0 | 0,0 | 2,3  |
| 2018     | Portland T. Blazers | 4  | 0  | 14,8 | 40,0 | 20,0 | 100  | 1,0 | 1,5 | 0,3 | 0,3 | 4,0  |
| 2019     | Milwaukee Bucks     | 15 | 0  | 21,6 | 48,1 | 35,7 | 50,0 | 6,2 | 1,4 | 0,4 | 0,9 | 6,2  |
| 2020     | Milwaukee Bucks     | 10 | 0  | 17,1 | 42,9 | 34,8 | 100  | 3,9 | 1,1 | 0,2 | 0,2 | 4,0  |
| 2021†    | Milwaukee Bucks     | 23 | 1  | 23,7 | 46,2 | 38,9 | 84,6 | 4,4 | 0,9 | 0,4 | 0,3 | 6,9  |
| 2022     | Milwaukee Bucks     | 12 | 0  | 26,5 | 47,7 | 39,1 | 100  | 4,3 | 0,9 | 0,4 | 0,3 | 9,5  |
| 2023     | Milwaukee Bucks     | 4  | 0  | 22,0 | 56,7 | 47,8 | 75,0 | 5,0 | 1,8 | 1,0 | 0,3 | 12,0 |
| 2024     | Milwaukee Bucks     | 6  | 0  | 20,7 | 44,0 | 27,3 | 100  | 3,8 | 2,2 | 1,0 | 0,2 | 4,5  |
| 2025     | Milwaukee Bucks     | 3  | 0  | 4,7  | 25,0 | 25,0 | 50,0 | 0,7 | 0,3 | 0,0 | 0,0 | 2,0  |
| Carriera | Carriera            | 86 | 1  | 19,4 | 46,2 | 37,0 | 80,5 | 4,0 | 1,1 | 0,4 | 0,3 | 6,0  |

#### Massimi in carriera
- Massimo di punti: 24 vs Phoenix Suns (18 ottobre 2017)[2]
- Massimo di rimbalzi: 12 (3 volte)
- Massimo di assist: 9 (2 volte)
- Massimo di palle rubate: 4 (4 volte)
- Massimo di stoppate: 4 vs Detroit Pistons (17 aprile 2019)
- Massimo di minuti giocati: 41 vs New Orleans Pelicans (17 dicembre 2021)

## Palmarès
- Campionato NBA: 1

Milwaukee Bucks: 2021